# Lanzera
Lanzera è un marchio di abbigliamento e calzature per il calcio. L'azienda nasce a Sterling, Virginia, nei primi anni novanta. Dopo alcuni anni di successo e crescita, nel 1996 Lanzera entra in un periodo di crisi e viene acquisita dal gruppo Basic Net S.p.A. con l'obiettivo primario di utilizzarne la piattaforma operativa per l'introduzione del marchio Kappa negli Stati Uniti.